# Café Dommayer

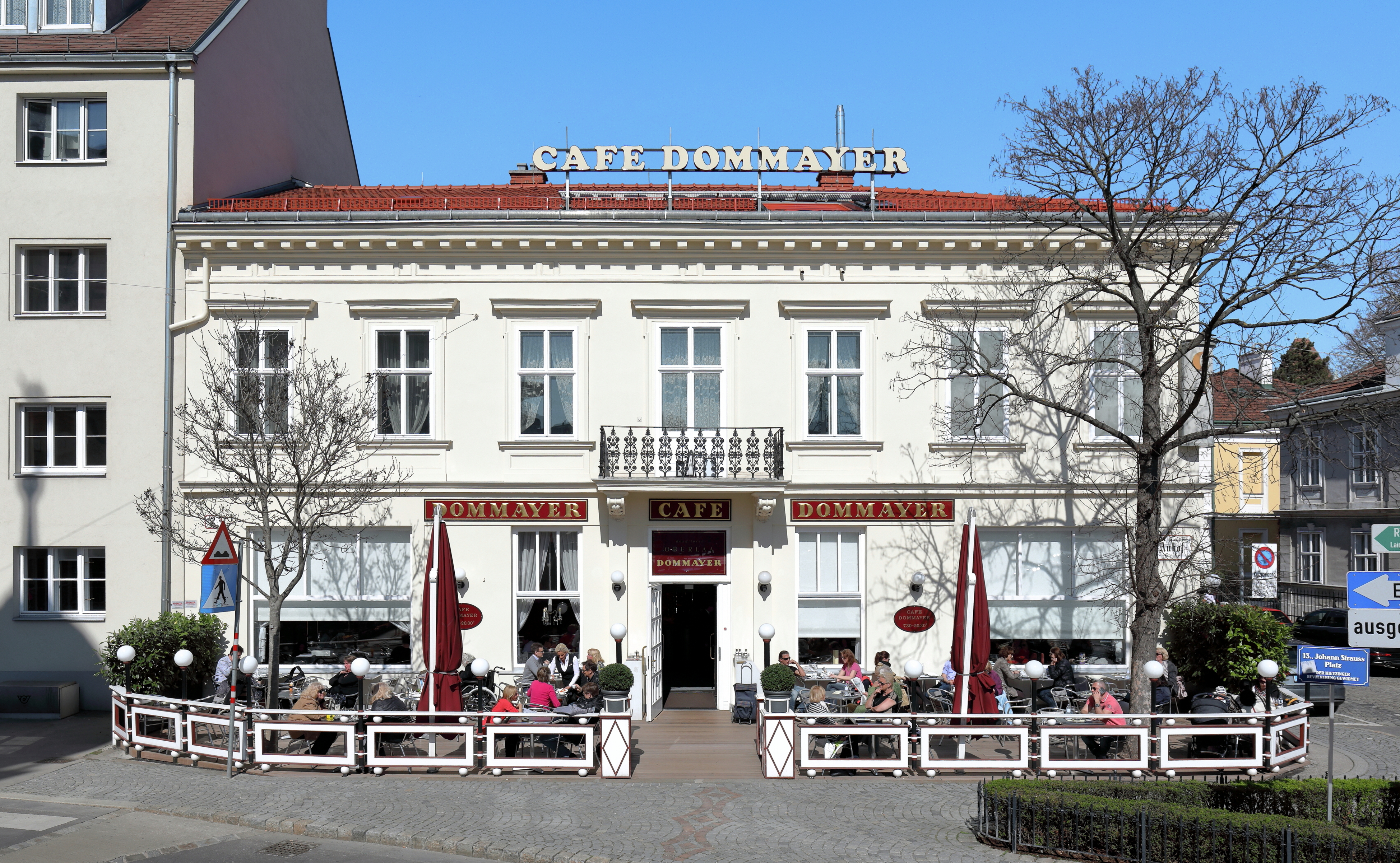
Café Dommayer

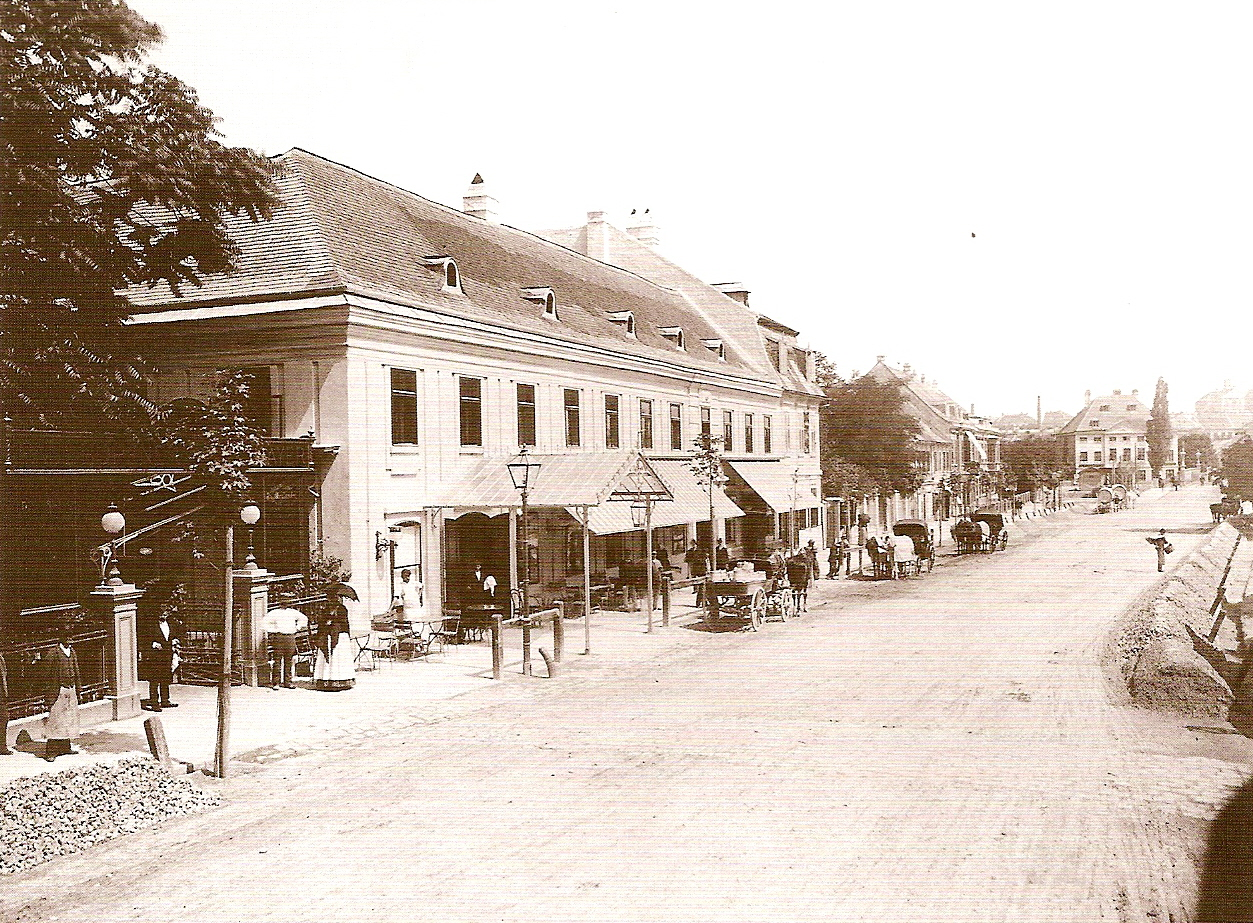
Antiguo Casino Dommayer; hoy se encuentra aquí el Parkhotel Schönbrunn

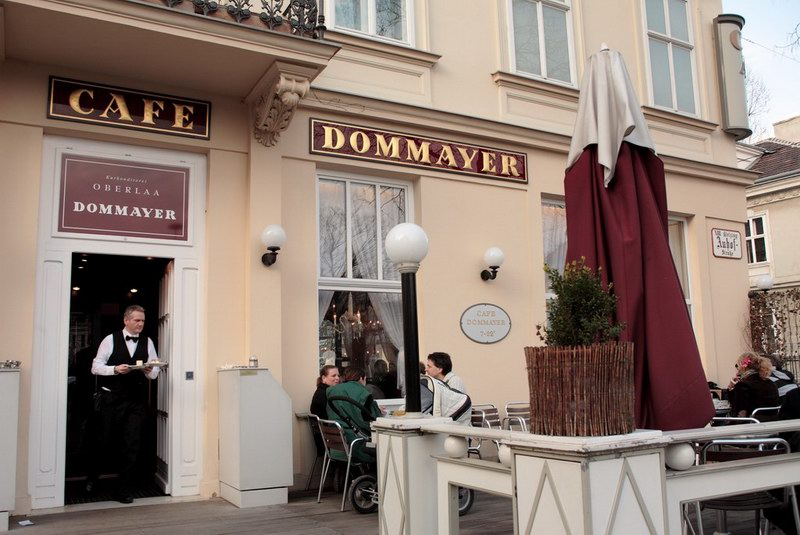
Entrada y Schanigarten

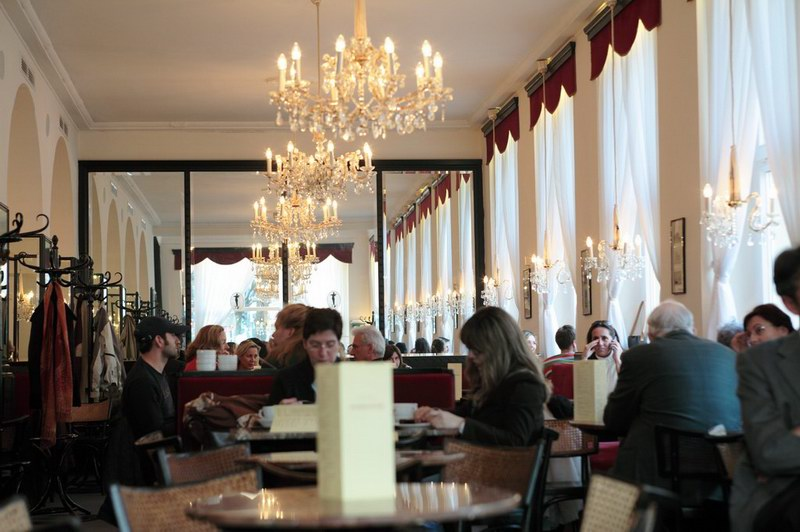
Interior

El Café Dommayer (anteriormente Casino Dommayer, Dommayers Casino, Dommayerhof) es un café vienés ubicado en el Distrito 13 de la capital austriaca (Hietzing).
Se encuentra en la esquina de la Dommayergasse con la Auhofstraße, en la Anna-Strauß-Platz, parte más antigua de Alt-Hietzing. En sus comienzos fue un salón de baile en el que dirigían los famosos compositores de valses de la familia Strauss, así como su contemporáneo Josef Lanner. Hoy en día resulta un lugar agradable gracias a su elegante decoración estilo Biedermeier y al tranquilo ambiente suburbano de la zona, de casas bajas. También pervive la tradición de una banda de música formada por señoritas que toca en el Musikpavillon. 
Se trata de un café vienés típico, donde se ofrece al cliente un vaso de agua junto al café, una amplia variedad de pasteles, y prensa de todo el mundo. El establecimiento dispone también de una terraza (Schanigarten) que da a la Hietzinger Platz. 

## Historia
Antes de abrir sus puertas en la dirección actual, el Kaffeehaus Dommayer se encontraba en otra calle próxima. El negocio fue fundado por Dick am Platz en 1787, como puesto de comidas frente a la iglesia de María Hietzing. En 1817 fue traspasado de Hahnwirt Reiter von Hietzing a Jenes Beisl, que lo amplió como restaurante y lo cedió en 1823 a su yerno Ferdinand Dommayer. Este volvió a reformarlo en 1832 para convertirlo en un casino con sala de baile. 
En ese establecimiento estrenaría muchas de sus composiciones Johann Strauss padre, así como su contemporáneo Josef Lanner. El 15 de octubre de 1844, debutaba también en el mismo local Johann Strauß hijo. Por esta época el café era uno de los principales salones de baile de Viena. Tras la muerte de Ferdinand Dommayer en 1854, el negocio pasó a su hijo Franz Dommayer. Aún existía en 1908, cuando fue sustituido por el nuevo Parkhotel Schönbrunn.
El café actual es fruto de una restauración realizada en 1991.

## Enlaces web
- Wikimedia Commons alberga una categoría multimedia sobre Café Dommayer.
- Sitio web del Café Dommayer (Kurkonditorei Oberlaa) (en alemán)

- Datos: Q1025590
- Multimedia: Café Dommayer / Q1025590